# KLK10
KLK10 (англ. Kallikrein related peptidase 10) – білок, який кодується однойменним геном, розташованим у людей на короткому плечі 19-ї хромосоми. Довжина поліпептидного ланцюга білка становить 276 амінокислот, а молекулярна маса — 30 170.
| 10         |  | 20         |  | 30         |  | 40         |  | 50         |
| ---------- |  | ---------- |  | ---------- |  | ---------- |  | ---------- |
| MRAPHLHLSA |  | ASGARALAKL |  | LPLLMAQLWA |  | AEAALLPQND |  | TRLDPEAYGS |
| PCARGSQPWQ |  | VSLFNGLSFH |  | CAGVLVDQSW |  | VLTAAHCGNK |  | PLWARVGDDH |
| LLLLQGEQLR |  | RTTRSVVHPK |  | YHQGSGPILP |  | RRTDEHDLML |  | LKLARPVVLG |
| PRVRALQLPY |  | RCAQPGDQCQ |  | VAGWGTTAAR |  | RVKYNKGLTC |  | SSITILSPKE |
| CEVFYPGVVT |  | NNMICAGLDR |  | GQDPCQSDSG |  | GPLVCDETLQ |  | GILSWGVYPC |
| GSAQHPAVYT |  | QICKYMSWIN |  | KVIRSN     |  |            |  |            |

A: Аланін

C: Цистеїн

D: Аспарагінова кислота

E: Глутамінова кислота

F: Фенілаланін

G: Гліцин

H: Гістидин

I: Ізолейцин

K: Лізин

L: Лейцин

M: Метіонін

N: Аспарагін

P: Пролін

Q: Глутамін

R: Аргінін

S: Серин

T: Треонін

V: Валін

W: Триптофан

Кодований геном білок за функціями належить до гідролаз, протеаз, серинових протеаз. 
Задіяний у такому біологічному процесі, як клітинний цикл. 
Секретований назовні.